# Le roi est vivant
Pour plus de détails, voir Fiche technique et Distribution.
Le roi est vivant (The King Is Alive) est un film danois réalisé par Kristian Levring et sorti en 2000,. 
Quatrième film tourné selon les règles de Dogme95, il a été projeté dans la section Un certain regard au Festival de Cannes 2000.

## Synopsis
Un groupe de touristes se trouve bloqué dans le désert du Namib lorsque leur bus se perd et s'arrête en panne de carburant. Les carottes en conserve et la rosée gardent les touristes en vie, mais ils sont pris au piège, complètement coupés du reste du monde. Alors que le courage et la confiance en l'avenir faiblissent et que les relations se fragilisent, Henry, directeur de théâtre, persuade le groupe de mettre en scène la tragédie Le Roi Lear de William Shakespeare,.

## Fiche technique
- Titre : Le Roi est vivant
- Titre original : The King Is Alive, aussi Dogme # 4
- Réalisation : Kristian Levring (non crédité, comme l'exige le manifeste Dogme95)
- Photographie : Jens Schlosser
- Scénario : Kristian Levring, Anders Thomas Jensen
- Musique : Jan Juhler
- Montage : Nicholas Wayman Harris
- Production : Vibeke Windeløv
- Société de distribution : Nordisk Film
- Genre : drame
- Format : couleur - 1,33:1 - on Dolby
- Durée : 109 minutes
- Pays d'origine : Danemark
- Date de sortie : le 5 janvier 2001 (Danemark)

## Distribution
- Miles Anderson : Jack, type de soldat macho
- Romane Bohringer : Catherine
- David Bradley : Henry, metteur en scène
- David Calder : Charles
- Bruce Davison : Ray, mari de Liz
- Janet McTeer : Liz, femme de Ray
- Brion James : Ashley
- Peter Khubeke : Kanana, vieil homme solitaire
- Vusi Kunene : Moses, chauffeur de bus africain
- Jennifer Jason Leigh : Gina
- Chris Walker : Paul, mari d'Amanda
- Lia Williams : Amanda, femme de Paul